# Bambasé Conté
Bambasé Conté (Saarbrücken, 7 luglio 2003) è un calciatore tedesco, attaccante dell'Elversberg in prestito dall'Hoffenheim.

## Carriera

### Club
Conté ha giocato nei settori giovanili di Saarbrücken, Kaiserslautern e Hoffenheim. Nel 2022 è stato promosso nella seconda squadra del club biancoblu con cui ha debuttato il 26 marzo contro l'Astoria Walldorf in Regionalliga.
Nel giugno del 2023 ha iniziato ad allenarsi in prima squadra ed il 4 novembre ha debuttato ufficialmente nell'incontro di Bundesliga perso 3-2 contro il Bayer Leverkusen.

### Nazionale
Ha giocato nelle nazionali giovanili tedesche Under-16 ed Under-20.

## Statistiche

### Presenze e reti nei club
Statistiche aggiornate al 30 giugno 2025.
| Stagione             | Squadra              | Campionato           | Campionato | Campionato | Coppe nazionali | Coppe nazionali | Coppe nazionali | Coppe continentali | Coppe continentali | Coppe continentali | Altre coppe | Altre coppe | Altre coppe | Totale | Totale | Totale |
| Stagione             | Squadra              | Comp                 | Pres       | Reti       | Comp            | Pres            | Reti            | Comp               | Pres               | Reti               | Comp        | Pres        | Reti        | Pres   | Reti   |        |
| -------------------- | -------------------- | -------------------- | ---------- | ---------- | --------------- | --------------- | --------------- | ------------------ | ------------------ | ------------------ | ----------- | ----------- | ----------- | ------ | ------ | ------ |
| 2021-2022            | Hoffenheim II        | RL                   | 1          | 0          | -               | -               | -               | -                  | -                  | -                  | -           | -           | -           | 1      | 0      |        |
| 2022-2023            | Hoffenheim II        | RL                   | 15         | 4          | -               | -               | -               | -                  | -                  | -                  | -           | -           | -           | 15     | 4      |        |
| 2023-2024            | Hoffenheim II        | RL                   | 7          | 2          | -               | -               | -               | -                  | -                  | -                  | -           | -           | -           | 7      | 2      |        |
| Totale Hoffenheim II | Totale Hoffenheim II | Totale Hoffenheim II | 23         | 6          |                 | -               | -               |                    | -                  | -                  |             | -           | -           | 23     | 6      |        |
| 2023-2024            | Hoffenheim           | BL                   | 7          | 0          | CG              | 1               | 0               | -                  | -                  | -                  | -           | -           | -           | 8      | 0      |        |
| 2024-2025            | Karlsruhe            | 2L                   | 26         | 1          | CG              | 3               | 1               | -                  | -                  | -                  | -           | -           | -           | 29     | 2      |        |
| Totale carriera      | Totale carriera      | Totale carriera      | 56         | 7          |                 | 4               | 1               |                    | -                  | -                  |             | -           | -           | 60     | 8      |        |